# Per Tollsten den yngre

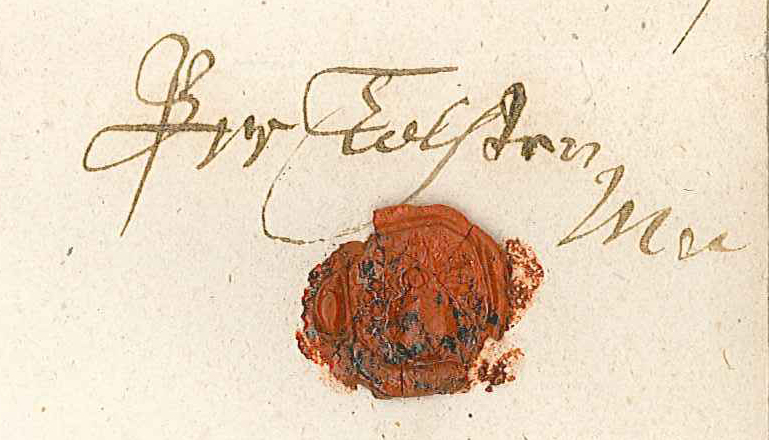
Namnteckning och sigill för Per Tollsten på ett dokument från 1693. Det är dock oklart huruvida det är fadern eller sonen med detta namn som undertecknat aktstycket.

Per Tollsten den yngre (namnet även skrivit Petter Tollsten, Tolsten med flera varianter), född omkring 1668, död den 23 augusti 1712 i Axelvold i nuvarande Svalövs kommun, var en svensk jurist och borgmästare i Lunds stad.
Tollsten var son till Per Tollsten den äldre samt dennes hustru Elisabeth Almgren, och efterträdde 1693 fadern som Lunds borgmästare, men avträdde denna post redan 1700. Två år senare lämnade han även staden sedan han utnämnts till häradshövding på annan ort. Han efterträddes som borgmästare av Olaus Nordsteen. Liksom fadern var Tollsten d.y. även ålderman i Sankt Knuts Gille i Lund (1694-1702). 
Tollsten d.y. var gift två gånger, första gången med Christina Stobæa (1675-1695) och den andra med Anna Catharina von Linde. I det andra giftet fick han en son, Carl Fredrik, som blev rådman i Malmö. Trots att Tollsten d.y. hade flyttat från Lund begravdes han vid sin död samman med sina föräldrar i Lunds domkyrka.